# آتپارا
آتپارا (به لاتین: Atpara) یک منطقهٔ مسکونی در بنگلادش است که در ناحیه نتروکونه واقع شده‌است. آتپارا ۱۹۵ کیلومتر مربع مساحت و ۱۴۴٬۶۲۴ نفر جمعیت دارد.